# Los Blázquez
Los Blázquez è un comune spagnolo di 715 abitanti situato nella comunità autonoma dell'Andalusia.